# Nissan Motors Football Club 1984
Questa voce raccoglie le informazioni riguardanti il Nissan Motors Football Club nelle competizioni ufficiali della stagione 1984.

## Stagione
Uscito presto dalla Coppa di Lega, per il secondo anno consecutivo il Nissan Motors fu nel lotto delle candidate per la vittoria del titolo nazionale, lottando a lungo con Yamaha Motors e Yomiuri: analogamente a quanto accadde nella stagione precedente, lo Yomiuri vinse lo scontro diretto precludendo al Nissan Motors la vittoria del campionato. In coppa nazionale il Nissan Motors giunse sino alle semifinali, dove fu sconfitto ai calci di rigore dal Furukawa Electric.

## Maglie e sponsor
Le maglie, prodotte da Le Coq Sportif, presentano per la prima volta la scritta dorata Nissan sulla parte anteriore.
| Manica sinistra · Manica sinistra · Maglietta · Maglietta · Manica destra · Manica destra · Pantaloncini · Calzettoni | Manica sinistra · Maglietta · Manica destra · Pantaloncini · Calzettoni |  |

## Rosa
| N. |                     | Ruolo | Calciatore       |
| -- | ------------------- | ----- | ---------------- |
| 10 | Giappone (bandiera) | C     | Kazushi Kimura   |
| 12 | Giappone (bandiera) | A     | Takashi Mizunuma |
| 19 | Giappone (bandiera) | D     | Takeshi Koshida  |
| 24 | Giappone (bandiera) | D     | Shinji Tanaka    |
|    | Giappone (bandiera) | P     | Mutsuhiko Sakata |
|    | Giappone (bandiera) | P     | Takashi Yasui    |
|    | Giappone (bandiera) | P     | Shinya Wakaki    |
|    | Giappone (bandiera) | D     | Shinobu Ikeda    |
|    | Giappone (bandiera) | D     | Hajime Ishii     |
|    | Giappone (bandiera) | D     | Yoshiaki Shimojo |

| N. |                     | Ruolo | Calciatore         |
| -- | ------------------- | ----- | ------------------ |
|    | Giappone (bandiera) | D     | Yasuhiro Higuchi   |
|    | Giappone (bandiera) | C     | Masaaki Sakaida    |
|    | Brasile (bandiera)  | C     | Ademar Pereira     |
|    | Giappone (bandiera) | C     | Nobutoshi Kaneda   |
|    | Giappone (bandiera) | C     | Makoto Sugiyama    |
|    | Giappone (bandiera) | C     | Hidehiko Shimizu   |
|    | Giappone (bandiera) | C     | Takeshi Takama     |
|    | Giappone (bandiera) | A     | Kōichi Hashiratani |
|    | Giappone (bandiera) | A     | Hiroshi Hayano     |

## Statistiche

### Statistiche di squadra
| Competizione          | Punti | Totale | Totale | Totale | Totale | Totale | Totale | DR  |
| Competizione          | Punti | G      | V      | N      | P      | Gf     | Gs     | DR  |
| --------------------- | ----- | ------ | ------ | ------ | ------ | ------ | ------ | --- |
| JSL Division 1        | 25    | 18     | 11     | 3      | 4      | 40     | 23     | +17 |
| JSL Cup               | -     | 2      | 1      | 1      | 0      | 3      | 1      | +2  |
| Coppa dell'Imperatore | -     | 5      | 4      | 1      | 0      | 13     | 3      | +10 |
| Totale                | -     | 25     | 16     | 5      | 6      | 56     | 27     | +29 |